# Lysimachia nanchuanensis
Lysimachia nanchuanensis är en viveväxtart som beskrevs av Cheng Yih Wu. Lysimachia nanchuanensis ingår i släktet lysingar, och familjen viveväxter. Inga underarter finns listade i Catalogue of Life.